# Zjednoczone Księstwa Mołdawii i Wołoszczyzny
Zjednoczone Księstwa Mołdawii i Wołoszczyzny (24 stycznia 1859 – 11 grudnia 1861), następnie Zjednoczone Księstwa Rumunii (11 grudnia 1861 – 1 lipca 1866) – początkowo unia personalna księstw Wołoszczyzny i Mołdawii, a od 1862 faktycznie zjednoczone państwo. Istniała w latach 1859–1866. Na czele państwa stał domnitor (książę).

## Historia

### Początek unii personalnej
24 stycznia 1859 roku Aleksander Jan Cuza został wybrany na Hospodara Wołoszczyzny. Zaledwie 19 dni wcześniej, 5 stycznia, został też wybrany na domnitora Mołdawii. Objęcie przez niego tronu obydwu państw złączyło je unią personalną, nazywaną Zjednoczonym Księstwem Mołdawii i Wołoszczyzny. Możliwość zjednoczenia obydwu państw powstała po wojnie krymskiej. Po przegranej Cesarstwa Rosyjskiego Rumuni zamieszkujący księstwa rozpoczęli aktywną kampanię propagującą zjednoczenie księstw. Aleksander, nowy domnitor obu księstw, od razu rozpoczął próby modernizacji kraju. System sprawiedliwości został zreformowany, zostały przeprowadzone reformy fiskalna oraz rolna, która zapewniła ziemię dla ponad 400 tysięcy rodzin chłopskich. Państwo adoptowało system metryczny pomiaru i wagi oraz wprowadziło nowy kodeks cywilny wykonany na podstawie francuskiego. W 1860 roku w Jassach powstał uniwersytet, a 4 lata później kolejny otwarto w Bukareszcie.

### Pełne zjednoczenie państwa i koniec rządów Aleksandra
W 1862 roku Aleksander Jan Cuza formalnie zjednoczył oba państwa tworząc wspólny rząd dla obu księstw. Jednak pomimo zjednoczenia obydwu państw, popularność Aleksandra spadała, gdyż jego reformy mające na celu przynieść dobrobyt dla ludności chłopskiej w większości się nie udały. Do tego Aleksander miał w parlamencie wielu przeciwników tworzących dwa główne stronnictwa; liberałów oraz konserwatystów. W 1866 roku Aleksander był zmuszony do abdykacji, a tron został przekazany niemieckiemu Karolowi I z dynastii Hohenzollernów. Niedługo po tym, jeszcze tego samego roku, państwo rumuńskie przyjęło konstytucję i zostało przemianowane na Księstwo Rumunii.